# HD 107079
HD 107079 ( eller HR 4682) är en misstänkt astrometrisk dubbelstjärna i den södra delen av stjärnbilden Kentauren som också har Bayer-beteckningen F Centauri. Den har en genomsnittlig skenbar magnitud av ca 5,01 och är svagt synlig för blotta ögat där ljusföroreningar ej förekommer. Baserat på parallax enligt Gaia Data Release 2 på ca 7,3 mas, beräknas den befinna sig på ett avstånd på ca 450 ljusår (ca 137 parsek) från solen. Den rör sig närmare solen med en heliocentrisk radialhastighet på ca -7 km/s och ingår i Hyadernas superhop.

## Egenskaper
Den synliga komponenten i HD 107079 är en röd till orange jättestjärna av spektralklass M1 III, 
som har förbrukat förrådet av väte och helium i dess kärna och ligger på den asymptotiska jättegrenen, svalnar och expanderar. Den har en radie som är ca 48 solradier och har ca 502 gånger solens utstrålning av energi från dess fotosfär vid en effektiv temperatur av ca 3 900 K.
HD 107079 misstänks vara en variabel stjärna av okänd typ med varierande skenbar magnitud av 4,94 ner till 5,07